# 2025年洪都拉斯大选
2025年洪都拉斯大選於2025年11月30日（星期日）舉行，選出新一屆洪都拉斯总统、洪都拉斯国民议会議員、中美洲议会的洪都拉斯議員、298名市长和298名副市长，以及2,168名市议员。希奥马拉·卡斯特罗于2022年就职，将于2026年1月离任。

## 選舉制度
總統選舉只有一輪投票，以領先者當選。
國民議會的128席以開放名單比例代表制產生，全國18省各為一個選區，每區有1至23席不等。席位以黑爾數額分配。

## 初选
自由和重建、国民党和自由党于2025年3月9日举行了初选，以选出总统、国民议会和市长候选人。另有11个政党未获准参与初选，而是在党内自行选出候选人。有十位候选人参选总统提名：自由与重建党有两位，国民党和自由党各有四位。选举材料的运送延迟导致部分投票站未能按时开放，引发了一些小规模抗议。

### 自由党
- 萨尔瓦多·纳斯拉亚，副总统（2022年－2024年）  
  - 得到“Vamos Honduras!”（走吧洪都拉斯！）的支持
- Jorge Cálix（西班牙语），国会议员  
  - 得到“Juntos Por El Cambio”（携手变革）的支持
- Luis Zelaya（西班牙语）
  - 得到“Recuperar Honduras”（重建洪都拉斯）的支持
- Maribel Espinoza（西班牙语），国会议员  
  - 得到“Todos Por Honduras”（全民为洪都拉斯）的支持

| 党派 | 党派           | 候选人            | 得票数  | 百分比 |
| ---- | -------------- | ----------------- | ------- | ------ |
|      | 洪都拉斯自由党 | 萨尔瓦多·纳斯拉亚 | 381,062 | 58.02% |
|      | 洪都拉斯自由党 | Jorge Cálix       | 207,968 | 31.67% |
|      | 洪都拉斯自由党 | Luis Zelaya       | 34,329  | 5.23%  |
|      | 洪都拉斯自由党 | Maribel Espinoza  | 33,382  | 5.08%  |
| 合计 | 合计           | 合计              | 656,741 | 100.0% |

### 自由和重建（LIBRE）
- 里西·蒙卡达，国防部长兼财政部长（2022年－2024年）  
  - 得到“里克西·蒙卡达总统联盟”（Alianza Presidencial Rixi Moncada）的支持
- {{nowrap|拉塞尔·托梅（西班牙语：Rasel Tomé）}|，国会议员  
  - 得到“新选项更新运动（MORENA）”（Movimiento Renovación Nuevas Alternativas）的支持

| 党派 | 党派       | 候选人      | 得票数  | 百分比 |
| ---- | ---------- | ----------- | ------- | ------ |
|      | 自由和重建 | 里西·蒙卡达 | 674,215 | 92.64% |
|      | 自由和重建 | 拉塞尔·托梅 | 53,568  | 7.36%  |
| 合计 | 合计       | 合计        | 726,783 | 100.0% |

### 国民党
- 纳斯里·阿斯富拉（英语：Nasry Asfura），中央区（特古西加尔帕）市长（2014年－2022年）  
  - 得到“Papi a la Orden!”（随叫随到爸爸！）的支持
- 安娜·加西亚·卡里亚斯，洪都拉斯第一夫人（2014年－2022年）  
  - 得到“为正义与团结前进（AVANZA）”（Avanza Por la Justicia y la Unidad）的支持
- Jorge Alberto Zelaya，国会议员  
  - 得到“民族团结更新运动（RUN）”（Renovación Unidad Nacionalista）的支持
- Roberto Martínez Lozano  
  - 得到“拯救与变革”（Rescate y Transformación）的支持

| 党派 | 党派           | 候选人                  | 得票数  | 百分比 |
| ---- | -------------- | ----------------------- | ------- | ------ |
|      | 洪都拉斯国民党 | 纳斯里·阿斯富拉         | 625,893 | 75.84% |
|      | 洪都拉斯国民党 | 安娜·加西亚·卡里亚斯    | 175,900 | 21.31% |
|      | 洪都拉斯国民党 | Jorge Alberto Zelaya    | 15,816  | 1.92%  |
|      | 洪都拉斯国民党 | Roberto Martínez Lozano | 7,654   | 0.93%  |
| 合计 | 合计           | 合计                    | 825,256 | 100.0% |

## 總統候選人
納斯里·阿斯富拉代表反對黨洪都拉斯国民党參選總統。
里西·蒙卡达代表左翼執政黨自由和重建參選總統。
薩爾瓦多·納斯拉亞代表反对党洪都拉斯自由党参选总统。
马里奥·里维拉·卡列哈斯代表中间偏右洪都拉斯基督教民主党参选总统。
纳尔逊·阿维拉代表中间偏左洪都拉斯创新与团结社会民主党参选总统